# SŽD-Baureihe ТЭ114
Die Lokomotiven der SŽD-Baureihe ТЭ114 (deutsche Transkription TE 114) der Sowjetischen Eisenbahnen (SŽD) sind breitspurige Diesellokomotiven mit dieselelektrischer Kraftübertragung für den Güter- und Personenzugdienst. Sie waren projektiert für den Betrieb bei Temperaturen von −15 °C bis +50 °C mit erhöhtem Staubgehalt bei tropischem Klima. Die Lokomotive wurde von 1974 bis 1985 in 240 Einheiten für verschiedene Länder mit tropischem Klima exportiert.

## Konstruktion
Die Lokomotive war mit einem Rahmen ausgerüstet, der dem der SŽD-Baureihe ТЭ109 entsprach. Im unteren Teil des Rahmens war der Kraftstofftank mit Nischen für die Akkumulatorbatterie angeordnet. Die Drehgestelle waren analog denen der SŽD-Baureihe ТЭ109 und SŽD-Baureihe 2ТЭ116. Die Aufbauten waren entweder als Aufbau mit einem oder zwei Führerständen ausgeführt, wobei der Maschinenraum jeweils als von außen begehbare Vorbauten ausgeführt war.
Für die Diesellokomotive ist der Dieselmotor 3-5D49T2 verwendet worden, er besaß dieselben Maße wie der Dieselmotor 1A-5D49 der Diesellokomotiven ТЭ109 und 2ТЭ116, er unterschied sich lediglich in der nominalen Leistung von 2.800 PS bei einer Drehzahl von 1.000/min, der Kraftstoffverbrauch bei der Maximalleistung betrug 158 g/PSh. Der Dieselmotor ist direkt verbunden mit dem Anker des Traktionsgenerators, dieser war ebenfalls für die Arbeit unter tropischen Bedingungen konstruiert und besaß einige Änderungen zu der Konstruktion des Generators der ТЭ109 und 2ТЭ116. Er ist mit dem Dieselmotor zusammen auf einem Hilfsrahmen montiert. Für die Umwandlung des Wechselstroms in den Gleichstrom der elektrischen Fahrmotoren dient die Gleichrichtereinheit, die auf der Basis von Silizium-Dioden arbeitet und aus 192 Stück besteht.
Für die Diesellokomotiven wurden die elektrischen Fahrmotoren vom Typ ED-118T verwendet, sie unterschieden sich von der Type ED-118 der Diesellokomotive SŽD-Baureihe 2ТЭ10В in der Anwendung einiger Materialien, die für die Arbeit in heißem Klima benötigt werden.

## ТЭ114I
Die Diesellokomotive ТЭ114I ist für den Einsatz von Personen- und Güterzügen entwickelt worden und ist für den Export für die Eisenbahn im Irak bestimmt. Sie besitzt die Spurweite von 1.435 mm und ist geeignet für den Betrieb in einem tropischen Klima und staubiger Luft. Sie ist eine Einsektionslokomotive mit zwei Führerständen und Vielfachsteuerung. Außerdem ist sie ausgerüstet mit einem effektiven Kühlsystem, Feuchtigkeitsisolation, einem erweiterten Korrosionsschutz und speziellen Systemen zur Reinigung der Luft. Sie konnte bei Temperaturen im Bereich von −10 °C bis +55 °C arbeiten. Der Vorrat an Brennstoff ist 5.600 l und garantiert einen Lauf der Diesellok von 100 km ohne Tanken.

### Konstruktion

#### Maschinenausrüstung
Die Maschinenausrüstung der Diesellokomotive ist die Diesel-Generatoreinheit 24-26DGT2, bestehend aus dem Dieselmotor und dem Traktionsgenerator, die über eine plattenförmige Muffe verbunden und auf einem Hilfsrahmen gelagert sind. Der Dieselmotor ist ein Zwölfzylinder-Viertakt-Dieselmotor in V-Form mit Gasturbinen-Aufladung und Zwischenkühlung der Ladeluft. Der Traktionsgenerator ist ein zwölfpoliger Wechselstromgenerator mit Wicklungen im Stator von zwei dreifachen Sternen, die um 30° versetzt sind. Er lieferte Wechselstrom, der über den Gleichrichter zu den elektrischen Fahrmotoren gelangt.

#### Aufbauten
Die Aufbauten bestehen aus den beiden Führerständen, zwischen denen die Hochspannungskammer, der Motorraum und die Kühlkammer liegen. Der Rahmen besteht aus Längsträgern im kastenförmigen Aufbau mit  Querprofilen, und im mittleren Teil liegen der Kraftstofftank und die Akkumulatorenbatterie. Die Verbindung zwischen dem Rahmen und den Aufbauten ist eine tragende Konstruktion, die die gesamte Betriebsbelastung aufnimmt. Für die Demontage des Dieselmotors und des Generators sind in dem Dach der Aufbauten abnehmbare Sektionen vorgesehen.
Die Kabinen sind geräumig, sie besitzen eine gute Wärme- und Schallisolation, was für die Lokomotivführer komfortable Bedingungen für die Arbeit bietet. Sie besitzen eine elektronische Geschwindigkeitsregulierung, Klimaanlage, eine Kühlanlage und eine Kochplatte. Die Fahrerkabine und der Motorraum sind mit Feuerlöschern ausgerüstet. Die gesamte Diesellokomotive besitzt eine Feuer-Meldeeinrichtung.

#### Einrichtungen
Die Baugruppen und Aggregate zur Steuerung der Diesellokomotive erlaubt die Steuerung der Kraft- und Hilfsmechanismen. Die elektrischen Apparate sind in der Mehrheit in der Hochspannungskammer untergebracht, wo sie Sicherheit vor Hitze, Feuchtigkeit und mechanischen Beschädigungen garantieren. Der Hilfsgenerator ist in einem Körper mit dem Erreger in dem Zweimaschinenaggregat untergebracht und speist den Kompressor, die Kette der Verwaltung, die Beleuchtung und die Ladung der Akkumulatorenbatterie.
In den Drehgestellen sind die sechs Fahrmotoren untergebracht; diese sind als Tatzlager-Antrieb mit Zwangsbelüftung ausgeführt. Die Elektrofahrmotoren sind Gleichstrommaschinen, die in Reihe angeordnet sind; sie besitzen vier Haupt- und vier Ergänzungspole. Der Anker ist in dem Gehäuse rollengelagert ausgeführt. Auf der Lokomotive befindet sich ein System der automatischen Regulierung und Schwächung der Elektroübertragung.
Die Gleichrichtereinheit verändert den Wechselstrom des Generators in Gleichstrom für die Traktionsfahrmotoren. Sie ist in Silizium-Dioden-Bauweise ausgeführt und zusammen mit den Ventilatoren für die Kühlung montiert in einem geschlossenen Schrank auf dem Rahmen der Lokomotive vor dem Traktionsgenerator.
Die Kühleinrichtung besteht aus einer v-förmigen Vierfachblock-Sektion, einem dreifachen Motor-Ventilator sowie oberen und seitlichen Jalousien. Die obere Jalousie ist automatisch verschließbar, die seitliche von Hand. Das automatische System der Regulierung der Kühlung wird von Motor-Ventilatoren verwaltet. Die Abluft der Kühlung für die Gleichrichter, Fahrmotoren und des Traktionsgenerators wird von Filtern gereinigt. Am Austritt der Abluft aus dem Traktionsgenerator reguliert eine Einrichtung die Richtung und die Stärke des Luftaustrittes (in die Atmosphäre oder in den Maschinenraum). Der Ventilator für die Kühlung der Elektrofahrmotoren und des Gleichrichters besitzt einen elektrischen Antrieb, der Ventilator für die Kühlung des Traktionsgenerators ist mechanisch von der Kurbelwelle des Dieselmotors angetrieben.
Durch das Besandungssystem kann jeweils der erste Radsatz in Fahrtrichtung eines Drehgestelles besandet werden. Es kann gesteuert werden, von Hand oder automatisch, im Falle des Schleuderns eines Radpaares und bei Betätigung der Schnellbremse.
Die Diesellokomotive besitzt eine pneumatische Bremse, eine elektrodynamische und eine Handbremse, die in jeder Kabine angeordnet ist. Der Block der Bremsapparate befindet sich im Dieselmotorraum. Die pneumatischen Bremseinrichtungen, einschließlich des Kompressors VV450-4, wurde von der Firma Knorr-Bremse hergestellt.

#### Fahrzeugteil
Die Drehgestelle der Diesellokomotive sind dreiachsig mit einseitiger Anordnung der Traktionsfahrmotoren und einstufiger Federaufhängung. Der Rahmen der Drehgestelle ist geschweißt und besteht aus zwei Längs- und vier Querträgern. Die zwei Längsträger bilden zwischen den Kupplungsbohlen eine kastenförmige Verbindung. An den Querträgern sind Konsolen für die Halterung der Traktionsfahrmotoren angeschweißt. Von unten sind an jedem Seitenteil die Achslagerführungen angeschweißt. Die Achslagerführung sind als Lemniskatenlenker ausgeführt. Die Aufbauten stützen sich auf die Drehgestelle über Stützeinrichtungen ab, einschließlich vier Stützen mit Rollendrehmomenteinrichtungen und dem Drehzapfen; durch sie werden die Brems- und Zugkräfte übertragen sowie die Umstellung der Drehgestelle relativ zu den Aufbauten geändert.

## ТЭ114E
Die Diesellokomotive ТЭ114E ist für den Export nach Ägypten gebaut worden. Sie wurde in den Jahren 1974–1976 exportiert.

## ТЭ114C

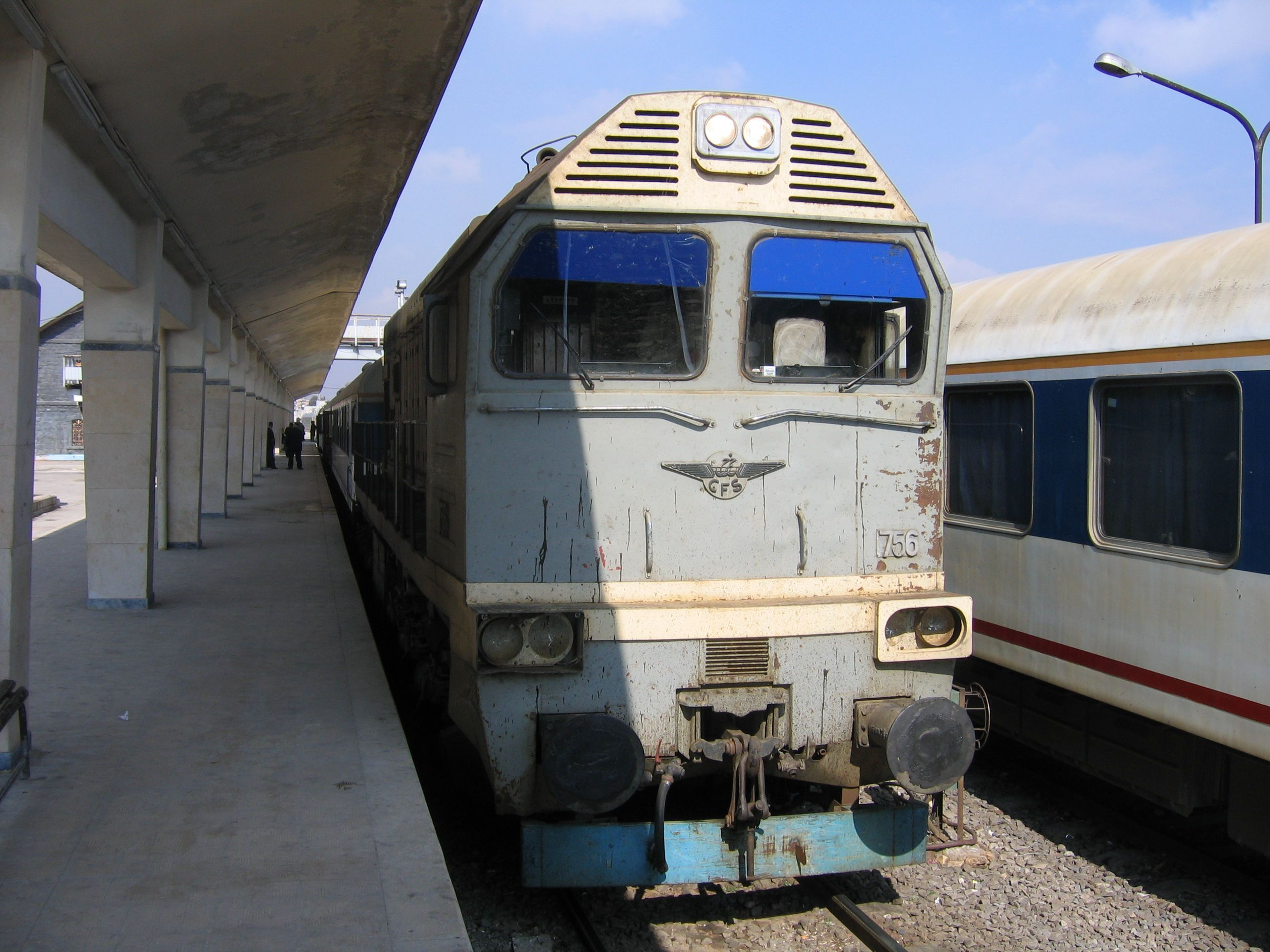
Baureihe LDE 2800 der CFS

Die Diesellokomotive ТЭ114C ist für den Export nach Syrien unter der Serie LDE-2800 gebaut worden. Insgesamt wurden 110 Lokomotiven in den Jahren 1974–1976 exportiert.

## ТЭ114K
Die Diesellokomotive ТЭ114K ist für den Export nach Kuba unter den Seriennummern 52 und 62 geliefert worden. Insgesamt wurden 107 Lokomotiven in den Jahren 1977–1985 geliefert.

## ТЭ114GW
Diese Diesellokomotive ist die Exportvariante für Guinea. Sie wurde 1983 exportiert.

## ТЭ114P
Die Maschinen dieser Modifikation sind die Industrievariante der Lokomotive.

## Verbreitung
Die Versuchslokomotiven wurden nach der Erprobung durch die Lokomotivfabrik Luhansk und den ВНИТИ für den Betrieb in das Depot Aşgabat in Mittelasien weitergegeben. Diese Fahrzeuge besaßen durchweg Breitspurfahrgestelle und SA3-Kupplung. In der Folge wurden von der Lokomotivfabrik Luhansk  Lokomotiven für Normalspur und Schraubenkupplung hergestellt; diese wurden exportiert.